# Kevin Sizemore
Wallon Kevin Sizemore est un acteur et producteur américain né le 30 avril 1972 à Princeton, Virginie-Occidentale, États-Unis.

## Biographie
Né et élevé à Princeton, en Virginie-Occidentale, Kevin attrape le virus d'acteur lorsqu'il est choisi pour une publicité pour Maxwell House Coffee au cours de sa dernière année de lycée. Il monte ensuite sur scène en apparaissant dans des classiques tels que Little Shop of Horrors, Li'l Abner, ANNIE et Tony dans You Can't Take it With You. Il est diplômé de l'Art Institute of Pittsburgh avec un diplôme en communication, puis étudie à l'American Academy of Dramatic Arts avant de s'installer à Los Angeles, en Californie.
Certains des rôles les plus notables de Kevin sur grand écran sont dans le thriller claustrophobe des mines de charbon "Mine 9", l'histoire vraie de la ségrégation et du football dans "Woodlawn", dans le classique des fêtes "A Christmas Tree Miracle", entre autres. Il est aguerri à jouer ces personnages de méchants "d'amour à haine" avec un public enraciné pour sa rédemption.
Il connait un grand succès dans des projets de télévision et de streaming tels que la série nommée aux Emmy "Fear the Walking Dead: Flight 462". Il revient et joue dans d'innombrables séries télévisées à succès, notamment "Chicago PD", "Under the Dome", "NCIS", "24", "Timeless", "Prison Break", "Resurrection", "Rizzoli & Isles", "Desperate Housewives", "Drop Dead Diva", "Will & Grace", "Weeds", "Diagnosis Murder" et plus encore, notamment son premier rôle avec Andy Griffith dans "Matlock". Kevin est également l'hôte du classique récemment redémarré "The Miracle Show". 
Kevin crée GKg Productions et s'est depuis associé à d'autres leaders de l'industrie pour produire les films "Believe", "Soins intensifs" et "Journal d'un lunatique".

### Famille
Kevin est marié à l'entraîneuse personnelle, auteure et animatrice du podcast "Health Interrupted" Gina Lombardi depuis le 25 septembre 2004. Ils ont un fils, l'acteur Gunnar Sizemore qui est connu pour son rôle de Micah Brenner dans la série télévisée Nashville et la voix de nombreux personnages de films d'animation et de séries tels que BAO dans "Kung Fu Panda : Les pattes du destin" et Jason dans Emmy gagnant "Craig of the Creek" pour n'en nommer que quelques-uns. Gunnar est également un scénariste et réalisateur prometteur.

## Filmographie

### Producteur
- 2003 : The Hero
- 2004 : Squatch
- 2006 : The Shuttle Run
- 2013 : Chained

### Acteur

#### Cinéma
- 1997 : More, More Than Meets the Eye : le cycliste
- 2000 : Supernova : le chef des recrues
- 2001 : Double Bang (en) de Heywood Gould : le barman
- 2002 : Nowhere to Hide : Capitaine Walicyk
- 2003 : The Hero : Slick
- 2007 : Bad Dog and Superhero : Vinnie
- 2009 : Droit de passage : Agent Sterns
- 2010 : Good Friday : Jesus
- 2010 : Closure : Matt West
- 2011 : Useless : Evan
- 2011 : Transformers 3 : La Face cachée de la Lune : le technicien de la NASA
- 2011 : Butterfinger the 13th : Shérif Atkinson
- 2012 : Shaken : Andrew
- 2013 : A Christmas Tree Miracle : David George
- 2013 : Red Line : Jared
- 2013 : Can I Get a Witness Protection? : Agent Xavier
- 2013 : Heartfall : Jesse
- 2013 : Chained : Simmons
- 2015 : Johnny Blue : Louis Blumonti
- 2017 : Jésus, l'enquête (The Case for Christ) de Jon Gunn : Dr. Gary Habermas

#### Télévision
- 1988 : America's Most Wanted : Dean (1 épisode)
- 1994 : Matlock : le basketteur (1 épisode)
- 1995 : Big Dreams & Broken Hearts: The Dottie West Story : le président du fan club
- 1997 : The Mystery Files of Shelby Woo : Bob Bushnell (1 épisode)
- 1997 : Frasier : le rendez-vous de Roz (1 épisode)
- 1999 : Le Caméléon : le reporter (1 épisode)
- 2000 : Diagnostic : Meurtre : Mickey Hoving (1 épisode)
- 2000 : Pensacola : Law Boy (1 épisode)
- 2001 : Commitments : Greg
- 2001 : Resurrection Blvd. : Guy Morrison (1 épisode)
- 2001 : JAG : Lieutenant Harvey Boorman (1 épisode)
- 2002 : Les Experts : Miami : Officier Cole (1 épisode)
- 2003 : Covert Action : Agent Garrison (1 épisode)
- 2003 : Will et Grace : Patrick (1 épisode)
- 2004 : Threat Matrix : Lieutenant James (1 épisode)
- 2004-2005 : NCIS : Enquêtes spéciales : Sergent William Moore (3 épisodes)
- 2005 : DOS : Division des opérations spéciales : Officier Cole (2 épisodes)
- 2005 : Weeds : Officier Wick (1 épisode)
- 2005 : Médium : le directeur (1 épisode)
- 2005-2006 : 24 heures chrono : Brown (4 épisodes)
- 2006 : Dernier Recours : Officier Reese (1 épisode)
- 2006 : FBI : Portés disparus : Ray Mullins (1 épisode)
- 2008 : The Middleman : Officier Stecker (1 épisode)
- 2008 : Prison Break : Harlan (4 épisodes)
- 2009 : Dollhouse : Jack (1 épisode)
- 2010 : Desperate Housewives : Hank Orlofsky (1 épisode)
- 2011-2012 : Rizzoli et Isles : Kevin Flynn (2 épisodes)
- 2012 : Blackout sur Los Angeles : Tom (2 épisodes)
- 2013 : Under the Dome : Paul Randolph (3 épisode)
- 2013 : La Diva du divan : Agent Jenkins (1 épisode)
- 2013 : Resurrection : Gary Humphrey (4 épisodes)
- 2015 : Fear the Walking Dead : un shérif de l'air (webépisode Flight 462)

#### Jeu vidéo
- 1995 : Silent Steel : Jagger